# 레니스양털박쥐
레니스양털박쥐(Kerivoula lenis)는 애기박쥐과에 속하는 박쥐의 일종이다. 인도와 말레이시아에서 발견된다.

## 특징
작은 박쥐로 몸길이는 41mm, 전완장은 37.2~40.2mm이다. 꼬리 길이는 48mm이고 발 길이는 8.7mm, 귀 길이는 13.8mm이다.